# Корбени
Корбени́ (фр. Corbeny) — коммуна во Франции, находится в регионе Пикардия. Департамент коммуны — Эна. Входит в состав кантона Гиньикур. Округ коммуны — Лан.
Код INSEE коммуны — 02215.

## Население
Население коммуны на 2010 год составляло 745 человек.
| 1962 | 1968 | 1975 | 1982 | 1990 | 1999 | 2010 |
| ---- | ---- | ---- | ---- | ---- | ---- | ---- |
| 540  | 517  | 495  | 578  | 591  | 633  | 745  |

## Экономика
В 2010 году среди 468 человек трудоспособного возраста (15—64 лет) 370 были экономически активными, 98 — неактивными (показатель активности — 79,1 %, в 1999 году было 69,8 %). Из 370 активных жителей работали 342 человека (184 мужчины и 158 женщин), безработных было 28 (14 мужчин и 14 женщин). Среди 98 неактивных 33 человека были учениками или студентами, 30 — пенсионерами, 35 были неактивными по другим причинам.